# آب‌انبار عبدالله مداوی
آب‌انبار عبدالله مداوی یک آب‌انبار تاریخی مربوط به اواخر دوره قاجاریه است که در بندرخمیر، استان هرمزگان قرار دارد. این اثر در تاریخ ۲۵ آبان ۱۳۸۴ با شمارهٔ ثبت ۱۳۸۲۹ به‌عنوان یکی از آثار ملی ایران به ثبت رسیده‌است.